# Ida (góry)
Zasugerowano, aby ten artykuł podzielić na różne artykuły.

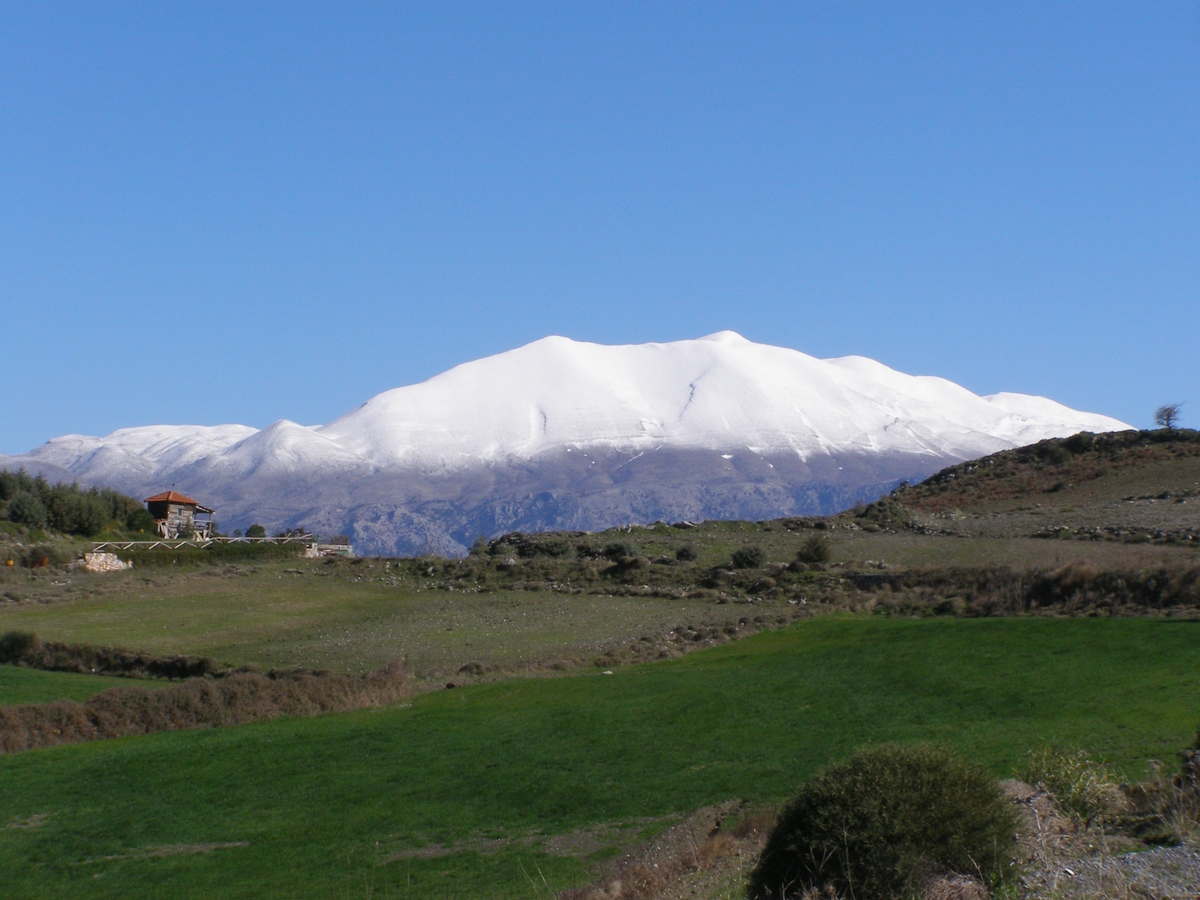
Jedna z gór Ida

Ida (gr. Ἴδη Idē, łac. Ida) – nazwa grecka odnosząca się do dwóch gór w starożytnym świecie greckim: jednej we Frygii, a drugiej na Krecie. Nazwa ta w mitologii greckiej odnosi się do gór poświęconych Bogini-Matce, prastarej bogini, której kult sięga epoki przedgreckiej. Etymologia nazwy pochodzi od greckiego pierwiastka da który pojawia się również w imieniu bogini Demeter (gr. δη dē, dial. dor. δα da – 'ziemia' (?) + μήτηρ mḗtēr – 'matka'), a jest związany z wyobrażeniem wielkiej bogini.
Góra Ida we Frygii była poświęcona bogini-matce Kybele, zwanej Matką Bogów, stanowiąc ojczyznę i ośrodek jej kultu, który z czasem rozprzestrzenił się aż do Rzymu. Właśnie stąd Zeus uprowadził Ganimedesa.
Druga góra o nazwie Ida znajdowała się na wyspie Krecie, stanowiła jej najwyższy szczyt i była poświęcona bogini Rei. Wedle wierzeń greckich w grocie w zboczu tej góry wychował się władca bogów Zeus.